# Henrique Cazes
Henrique Leal Cazes (* 2 de fevereiro de 1959, Rio de Janeiro) é um cavaquinista, professor, compositor, produtor musical e arranjador brasileiro.
Henrique Cazes é filho do violonista e compositor Marcel Cazes. Seu irmão é o Percussionista Beto Cazes. Henrique Cazes é autodidata, tendo iniciado aos sete anos seus estudos de violão. Com o tempo expandiu seus interesses a outros instrumentos de cordas como o cavaquinho, o banjo, a viola caipira, o bandolim, o violão tenor e a guitarra elétrica.
Sua Carreira musical iniciou em 1976 com o grupo Coisas Nossas, dedicado à divulgação da obra de Noel Rosa. A partir de 1980 participou com seu irmão Beto Cazes do renomado conjunto Camerata Carioca, a que também pertenciam o bandolinista Joel Nascimento e o pianista e compositor Radamés Gnattali. Em 1988, tornou-se também produtor musical, lançando o Selo Musicazes. Neste mesmo ano publicou o método de cavaquinho Escola moderna do cavaquinho. Em 2004 tornou-se apresentador de rádio, lançando o programa Nacional Choro Clube na Rádio Nacional AM. Também produziu e apresentou programas radiofônicos nas emissoras Rádio MEC/RJ,  Rádio Roquette Pinto e Rádio MPB FM, tendo entrevistado e apresentado alguns dos mais importantes músicos do choro e do samba.
Mestre em Música pela Escola de Música da UFRJ, iniciou o Doutorado em 2015, com projeto de estudo sobre o acompanhamento de samba ao cavaquinho. Desde março de 2012 atua como professor de cavaquinho na Escola de Música da UFRJ, na recém implantada Habilitação em Cavaquinho. 

## Discografia
- Vivaldi e Pixinguinha (com a Camerata Carioca), 1982, LP
- Tocar (com a Camerata Carioca), 1983, LP
- Henrique Cazes. Selo Musicazes, 1988, LP
- Henrique Cazes tocando Waldir Azevedo, 1990, CD
- Waldir Azevedo, Pixinguinha, Hermeto & cia, 1992, CD
- Desde que choro é choro, 1995, CD
- Relendo Waldir Azevedo, 1997, CD
- Chorinho (var.), 2001, CD
- Beatles'n'Choro, 2002, CD
- EletroPixinguinha XXI, 2003, CD
- Beatles'n'Choro (vol. 2), 2003, CD
- Pixinguinha de Bolso, 2004, CD
- Beatles'n'Choro (vol. 3), 2004, CD
- Beatles'n'Choro (vol. 4), 2005, CD
- Vamos acabar com o baile, a música de Garoto, 2007
- Uma História do Cavaquinho Brasileiro, 2012, CD
- Brincando com o Cavaquinho - 25 anos de solo, 2014, DVD

## Literatura
- Cazes, Henrique: Choro - Do quintal ao Municipal, Rio de Janeiro (Editora 34), 1999
- Cazes, Henrique: Suíte Gargalhadas, Rio de Janeiro (José olympio Editora), 2002